# Леваши (Дагестан)
Леваши — село, районний центр Левашинського району Дагестану.

## Географія
Розташоване за 95 км на північний захід від Махачкали, на р. Халагорк (басейн р. Параулозень), на висоті 1222 м, за 67 км на південний схід від залізничної станції Буйнакськ. Вузол автодоріг.

## Історія села
Засноване в кінці XVII ст.

## Населення
| Чисельність населення, чол. | Чисельність населення, чол. | Чисельність населення, чол. | Чисельність населення, чол. | Чисельність населення, чол. | Чисельність населення, чол. |
| 1959                        | 1970                        | 1979                        | 1989                        | 2002                        | 010                         |
| --------------------------- | --------------------------- | --------------------------- | --------------------------- | --------------------------- | --------------------------- |
| 3.100                       | 4.300                       | 4.800                       | 6.100                       | 7.300                       | 10000                       |

### Національний склад
У національному відношенні абсолютна більшість жителів — даргинці — 9083 чол. (96,09%), проживає так само деяка кількість людей інших національностей

## Господарство
Леваши — важливий торговий центр внутрішньогірного Дагестану.
- Сироробний, комбікормовий заводи та інші підприємства.
- Садівництво і овочівництво: вирощування капусти, пшениці, ячменю, вівса, кукурудзи, картоплі.
- Розведення великої рогатої худоби, овець, кіз.
- Видобуток пильного каменю.

## Пам'ятки
- Канал Хаджаркент, пробитий в скелях понад 75 років тому.
- Палац спорту (2005).
- Могила партизанських командирів Алібека Богатирьова і Муси Карабудагова.
- Пам'ятники: М. Карабудагову; на братській могилі червоних партизан, які загинули у вересні 1920, які захищали свій аул від банд.